# Ahrweiler

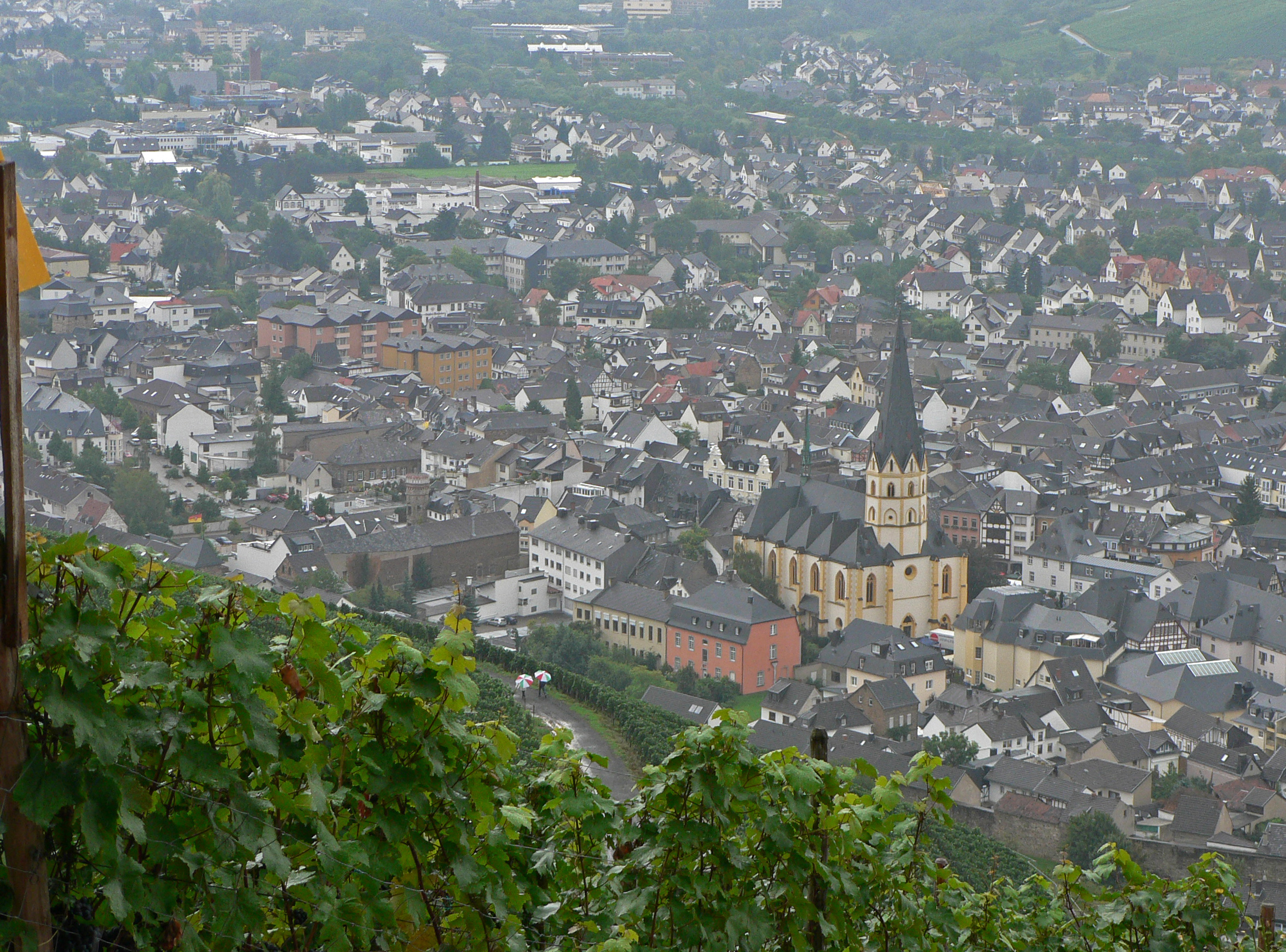
Blick von den Weinbergen auf die Stadt (2006)

Ahrweiler ist ein Stadtteil von Bad Neuenahr-Ahrweiler im Landkreis Ahrweiler in Rheinland-Pfalz.

## Geographie

### Geographische Lage
Ahrweiler liegt im Ahrtal und in den östlichen Ausläufern des Ahrgebirges. Die Ahr fließt am südlichen Stadtteilrand durch Ahrweiler, nach weiteren 10 Kilometern mündet die Ahr in den Rhein.
Die nächstliegenden größeren Städte sind das etwa 35 Kilometer entfernte Bonn im Norden, Koblenz, das rund 55 Kilometer weiter südöstlich liegt, und Köln circa 55 Kilometer nördlich von Ahrweiler.

### Klima
Der Jahresniederschlag beträgt 662 mm.

## Geschichte

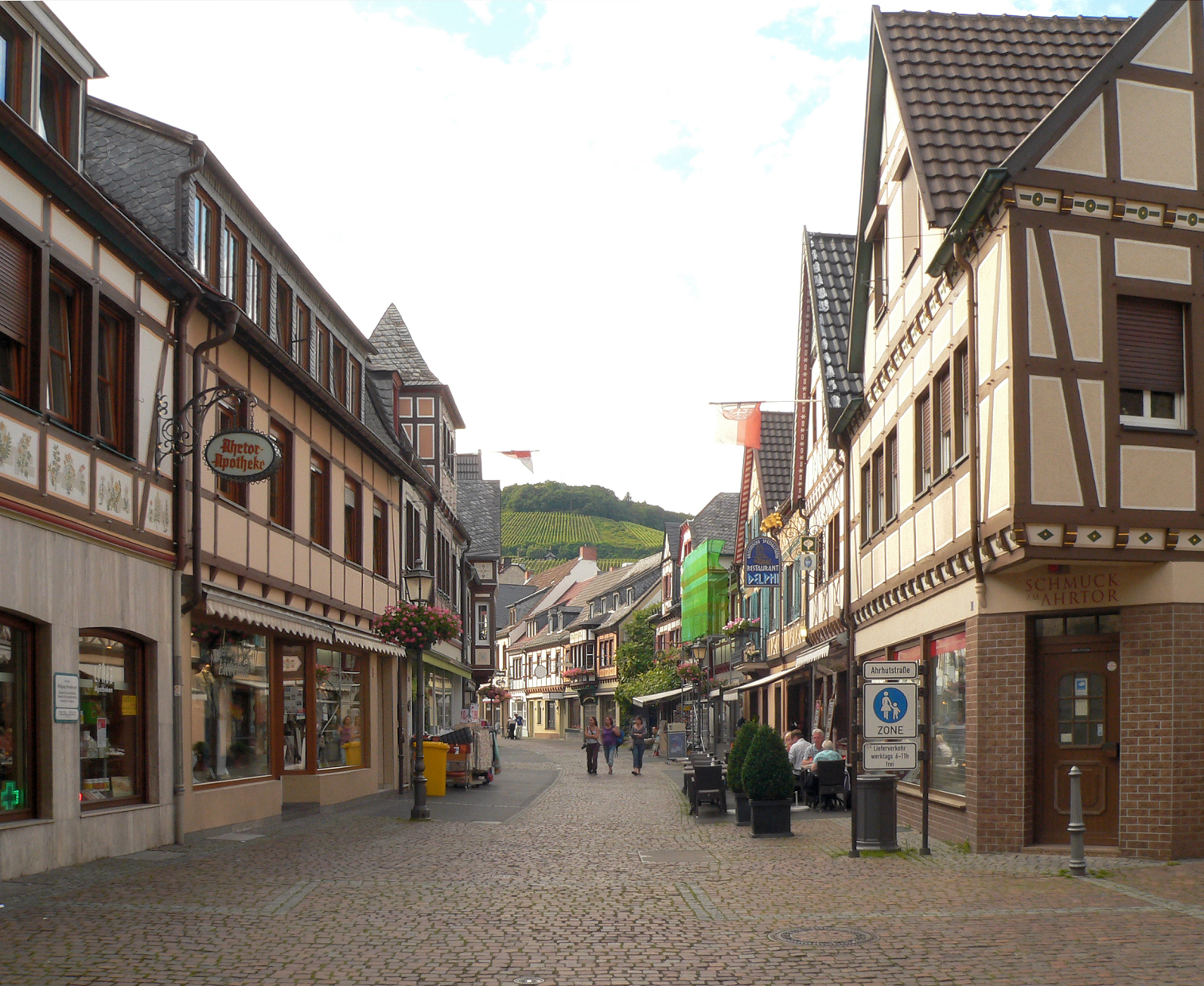
Ahrweiler Altstadt (2016)

## Sehenswürdigkeiten
Hauptanziehungspunkt von Ahrweiler ist die vollständig erhaltene Stadtbefestigung. Die Stadtmauer zieht sich kreisförmig um die Stadt und besitzt vier Stadttore: Das Ahrtor, das Niedertor, das Obertor und das Adenbachtor. Am Ahrtor ist nach Zerstörung im Krieg in moderner Form ein Wehrgang aufgebaut worden. Idyllisch wirken auch die vielen Fachwerkhäuser am Markt und in der Niederhut- und Ahrhutstraße – den beiden Einkaufsstraßen der weitestgehend autofreien Altstadt.
Die St.-Laurentius-Kirche am Marktplatz, mit vielen Wandmalereien aus verschiedenen Jahrhunderten, ist die älteste gotische Hallenkirche des Rheinlandes, (wahrscheinliches Gründungsjahr ist 1269). Sie ist von einer Brunnenanlage und Blumenbeeten umgeben. Gegenüber steht die Stadtwache aus dem ausgehenden 18. Jahrhundert.
Der Regierungsbunker mit seinem 17 Kilometer langen Tunnelsystem in Marienthal/Ahrweiler sollte während des Kalten Krieges im Falle eines Atomschlages rund 3000 ausgewählten Regierungsvertretern als Ausweichsitz dienen. Nach seinem fünfjährigen Rückbau wurden die erhaltenen Reste des einst geheimen Bauwerkes am 1. März 2008 auf 200 Metern der Öffentlichkeit als Dokumentationsstätte Regierungsbunker zugänglich gemacht. Am Ostportal des Silberbergtunnels wurde ein Freilichtmuseum mit Gedenkstätte eingerichtet, die an die „Stadt im Berg“ erinnert, in der die Einwohner der Stadt während der Bombennächte des Zweiten Weltkrieges Zuflucht fanden.
Eine weitere Sehenswürdigkeit von Ahrweiler ist das Kloster Kalvarienberg. Das im Jahre 1630 errichtete Kloster wird seit 1838 von einem Ursulinenorden geführt. Im Oktober 2016 wurde bekannt gegeben, dass der Ursulinen-Konvent aus Altersgründen, Nachwuchsmangel und wegen schlechter wirtschaftlicher Lage nach 178 Jahren den Ahrweiler Kalvarienberg verlassen werden.
Der Weiße Turm aus dem 13. Jahrhundert ist ein Gebäude mit reicher Geschichte. Die Barockhaube ist von 1668 (vorher gotischer Spitzturm). Nach den Rittern von Staffel, die hier ihren Adelssitz hatten, wird er auch „Staffeler Turm“ genannt, aber auch „Weißer Turm“ nach den „Weißen“ Chorherren der Prämonstratenserabtei Steinfeld, denen er 1689 geschenkt wurde. Im 19. Jahrhundert in städtischen Besitz gekommen, wurde er höhere Bürgerschule und Ahrgau-Museum.
Ahrweiler bietet aber nicht nur Bezüge zum Mittelalter. Auch die Römer hinterließen ihre Spuren an der Ahr.
Am Fuße des Silberberges befand sich eine Villa rustica aus römischer Zeit. Die Römervilla Ahrweiler zeigt gut erhaltene Überreste eines römischen Herrenhauses mit angrenzendem Badehaus.
Im Ortsgebiet von Ahrweiler finden sich zwei hölzerne Aussichtstürme. Der 2004 errichtete etwa 12,8 m hohe EVA-Turm des Eifelvereins Ahrweiler e. V. steht nordwestlich des Ortes auf dem Silberberg (Giesemertalskopf). Auf dem südwestlich von Ahrweiler gelegenen 417,5 m hohen Steinthalskopf steht ein etwa 10,8 m hoher überdachter Aussichtsturm.

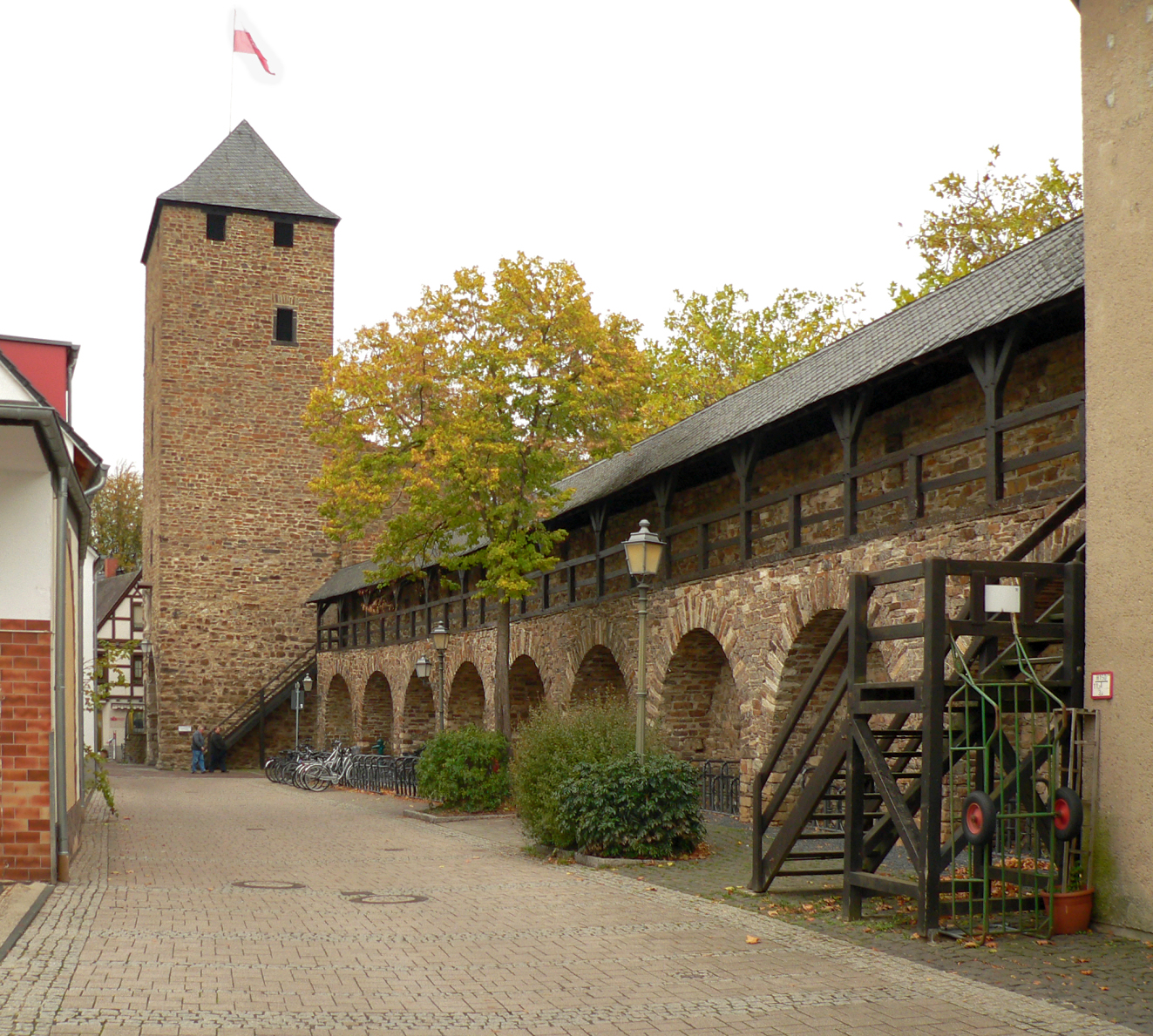
Stadtmauer mit Wehrgang
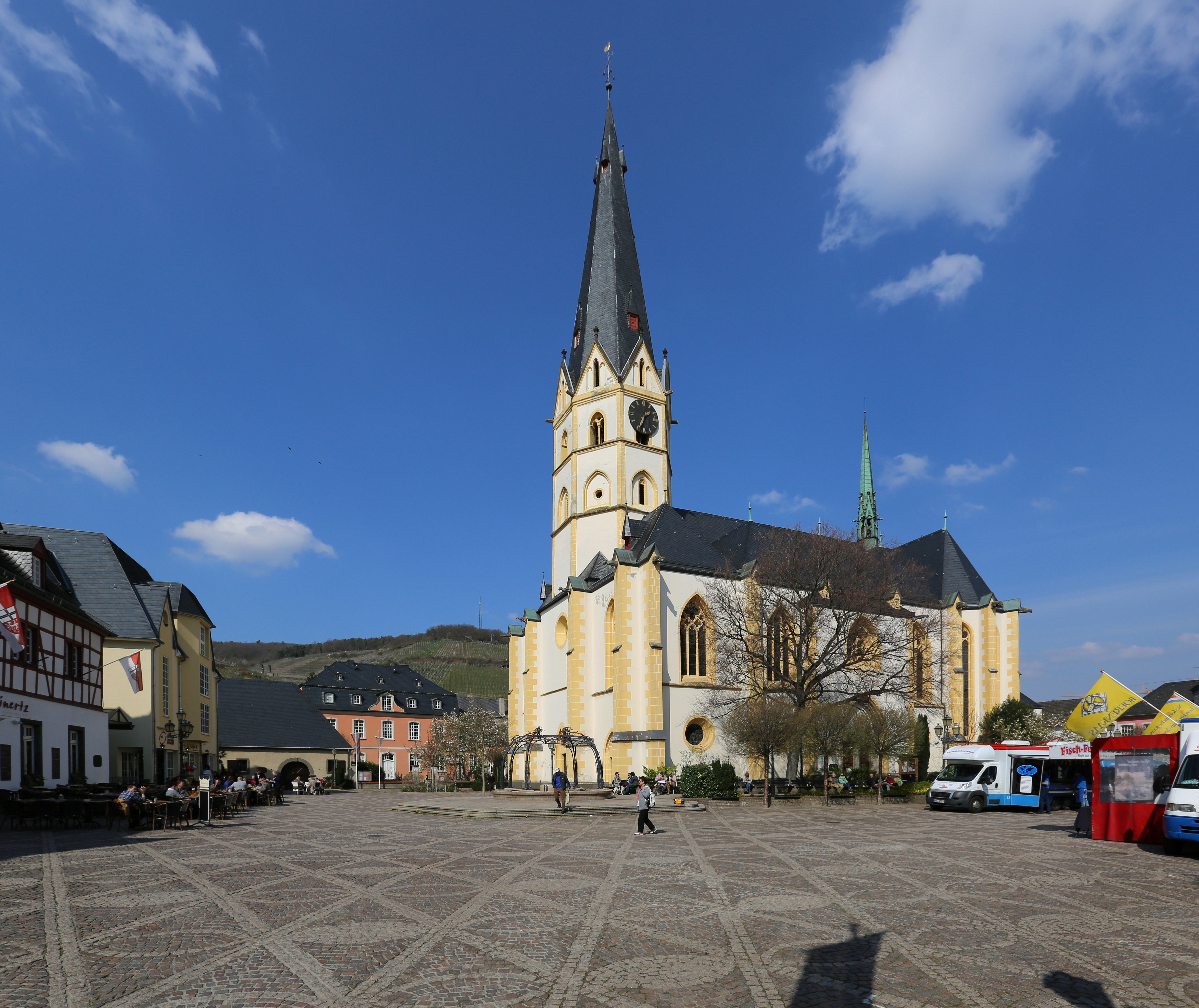
St. Laurentius
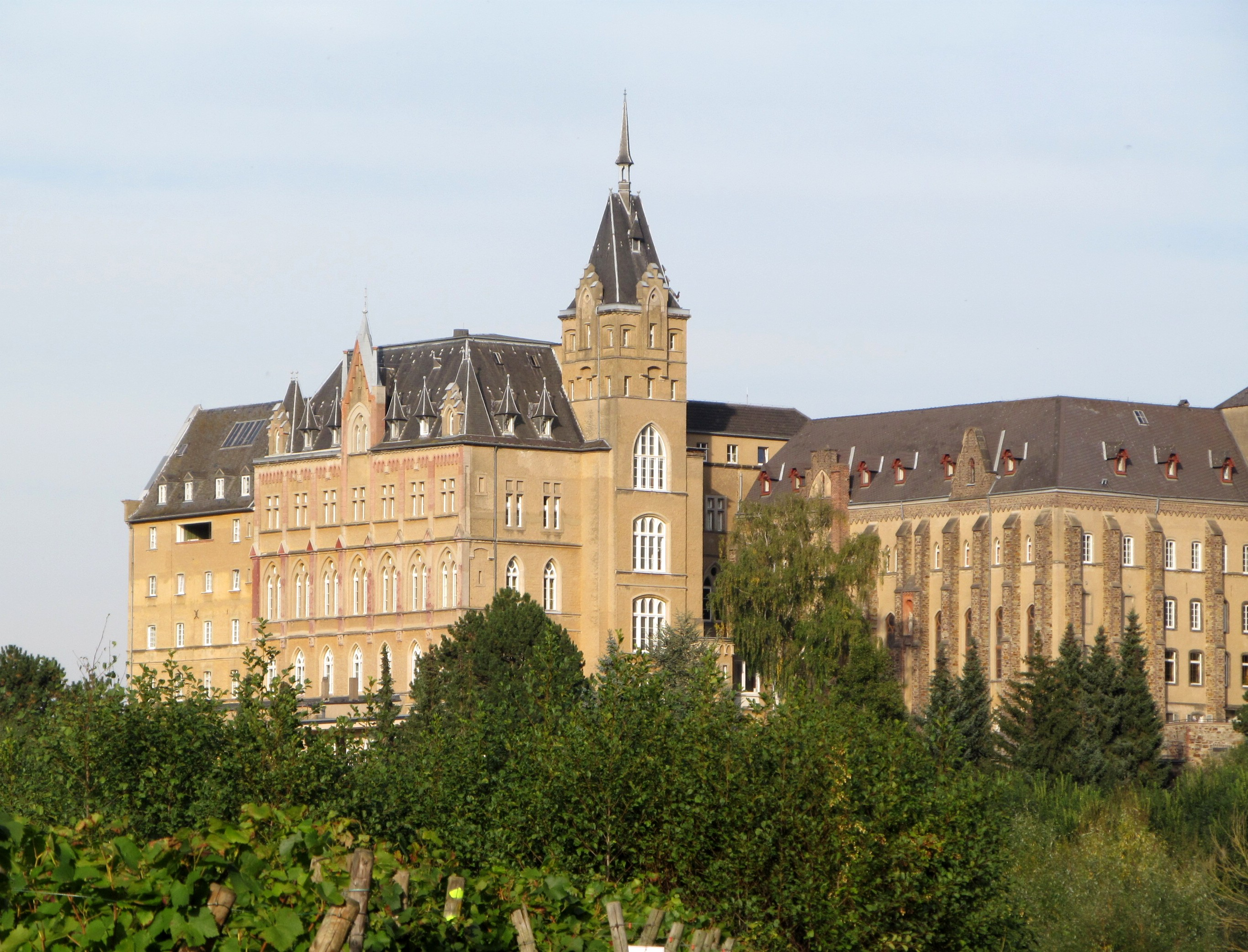
Kloster Kalvarienberg
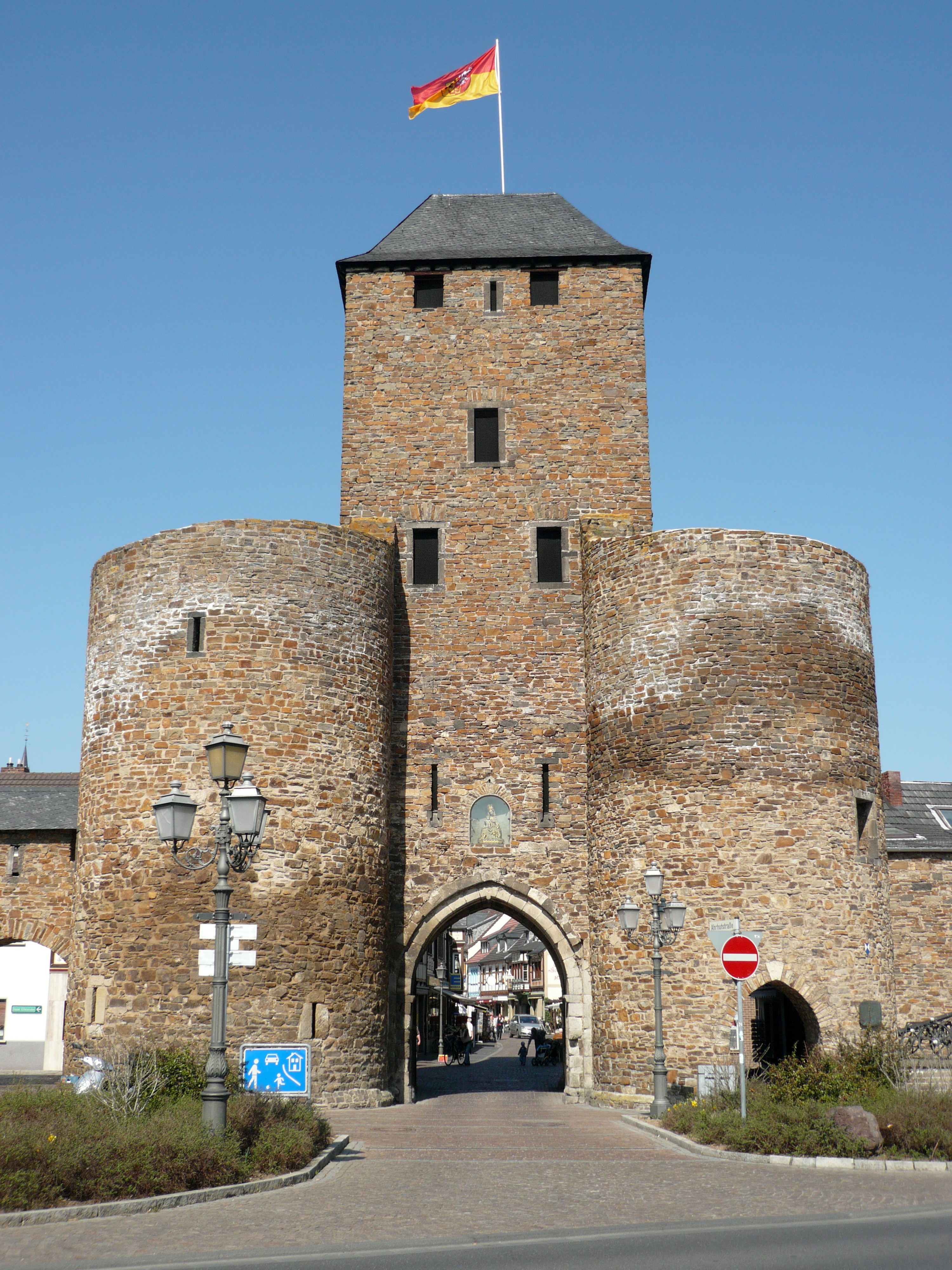
Ahrtor am Südrand der Innenstadt
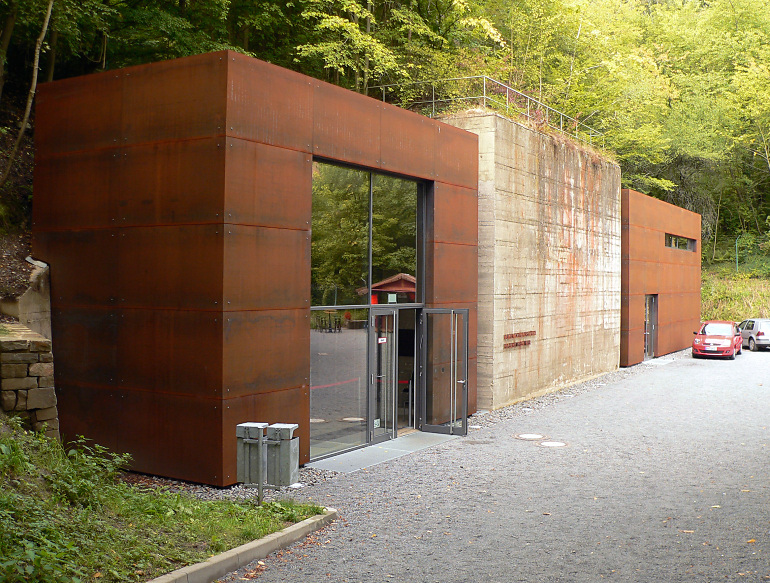
Museum Gedenkstätte Regierungsbunker
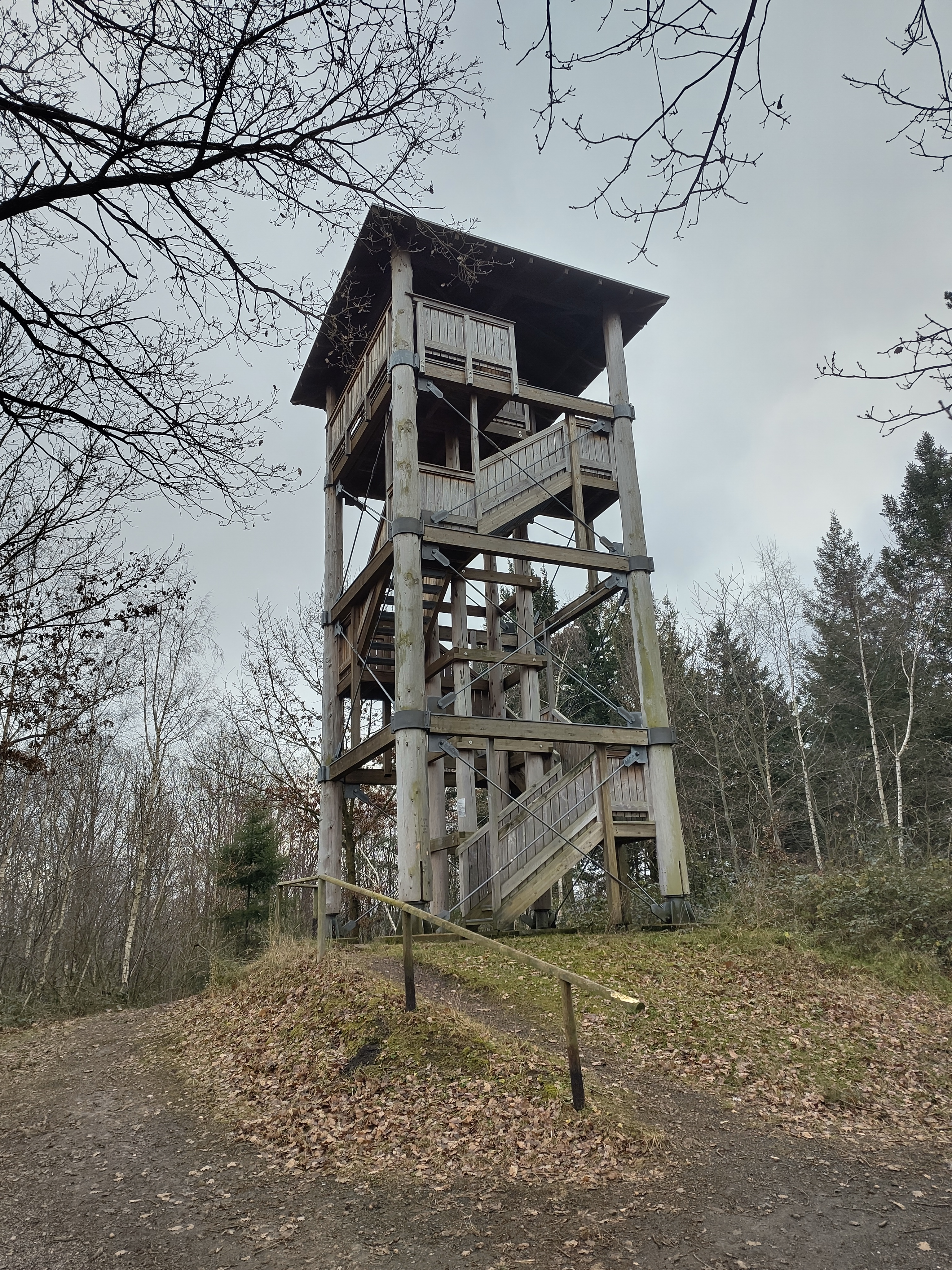
EVA-Turm

## Politik

### Ortsbezirk
Ahrweiler ist einer von zehn Ortsbezirken der Stadt Bad Neuenahr-Ahrweiler. Der Stadtteil wird von einem Ortsbeirat sowie einem Ortsvorsteher vertreten.

### Ortsbeirat
Der Ortsbeirat besteht aus neun Mitgliedern, die bei der Kommunalwahl am 9. Juni 2024 in einer personalisierten Verhältniswahl gewählt wurden, und dem ehrenamtlichen Ortsvorsteher als Vorsitzendem.
Die Sitzverteilung im Ortsbeirat:
| Wahl | SPD | CDU | Grüne | FDP | Linke | FWG 1 | Sitze gesamt |
| ---- | --- | --- | ----- | --- | ----- | ----- | ------------ |
| 2024 | 1   | 5   | 1     | 0   | 0     | 2     | 9 Sitze      |
| 2019 | 1   | 5   | 1     | 1   | –     | 1     | 9 Sitze      |
| 2014 | 2   | 5   | 1     | 0   | –     | 1     | 9 Sitze      |
| 2009 | 2   | 4   | 1     | 1   | –     | 1     | 9 Sitze      |

### Ortsvorsteher
Ferdinand Heuwagen (CDU) wurde am 4. Juli 2024 Ortsvorsteher von Ahrweiler, nachdem er zuvor als stellvertretender Ortsvorsteher wegen der Erkrankung des eigentlichen Ortsvorstehers bereits die Amtsgeschäfte geführt hatte. Bei der Direktwahl am 9. Juni 2024 hatte er sich mit einem Stimmenanteil von 82,3 % gegen einen Mitbewerber durchgesetzt.
Heuwagens Vorgänger Peter Krämer (CDU) hatte das Amt am 26. Juli 2019 übernommen. Zuvor war Peter Diewald (CDU) Anfang 2019 als Ortsvorsteher zurückgetreten, da er als hauptamtlicher Beigeordneter der Kreisstadt Bad Neuenahr-Ahrweiler tätig wurde. Bis zu Krämers Amtsantritt hatte daher die damalige Stellvertretende Ortsvorsteherin Monika Busch (CDU) übergangsweise die Amtsgeschäfte ausgeübt.

## Wirtschaft

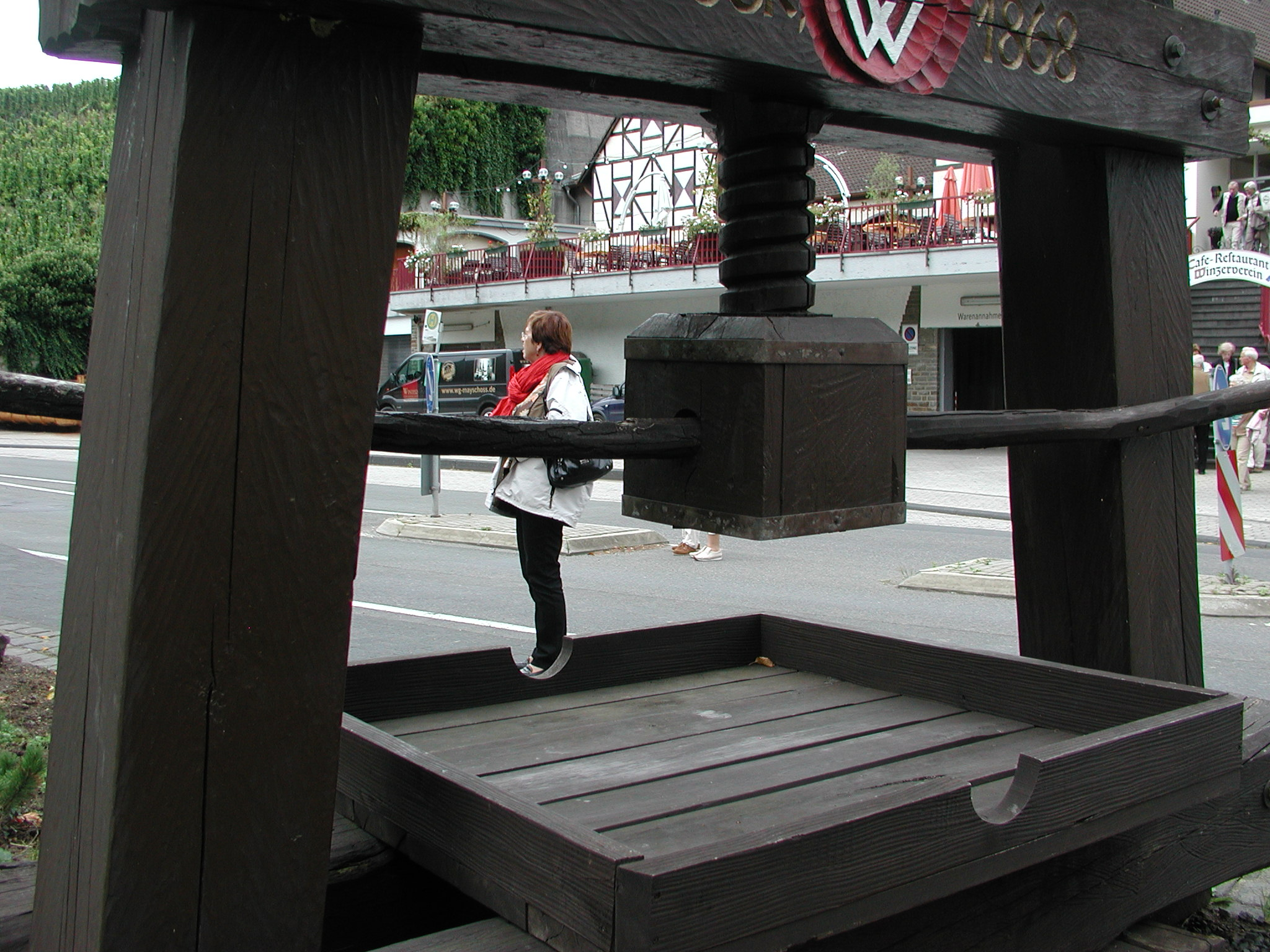
Rebenpresse aus dem 19. Jahrhundert an einer Durchgangsstraße in Ahrweiler

Verlässt man die Stadt durch das Adenbachtor, gelangt man auf den Rotweinwanderweg. Rotwein hat für den Ort eine besondere wirtschaftliche Bedeutung. Der Landkreis Ahrweiler wurde besonders durch seine hervorragenden Rotweine bekannt und ist das nördlichste Weinanbaugebiet in Rheinland-Pfalz. Zu den wichtigsten Rebsorten zählen Früh- und Spätburgunder, Dornfelder und Portugieser.
Zahlreiche Weingüter unterhalten die vielen Weinberge. Mitten in den Weinbergen befindet sich eine kleine Winzerkapelle, von der aus man die Altstadt sehr gut betrachten kann. An den ersten beiden Septemberwochenenden finden im Ort die Ahrweiler Weinwochen (Winzerfest mit Winzerumzug und Feuerwerk) statt. An einer Durchgangsstraße ist eine riesige Rebenpresse aus dem 19. Jahrhundert aufgestellt.

## Kultur

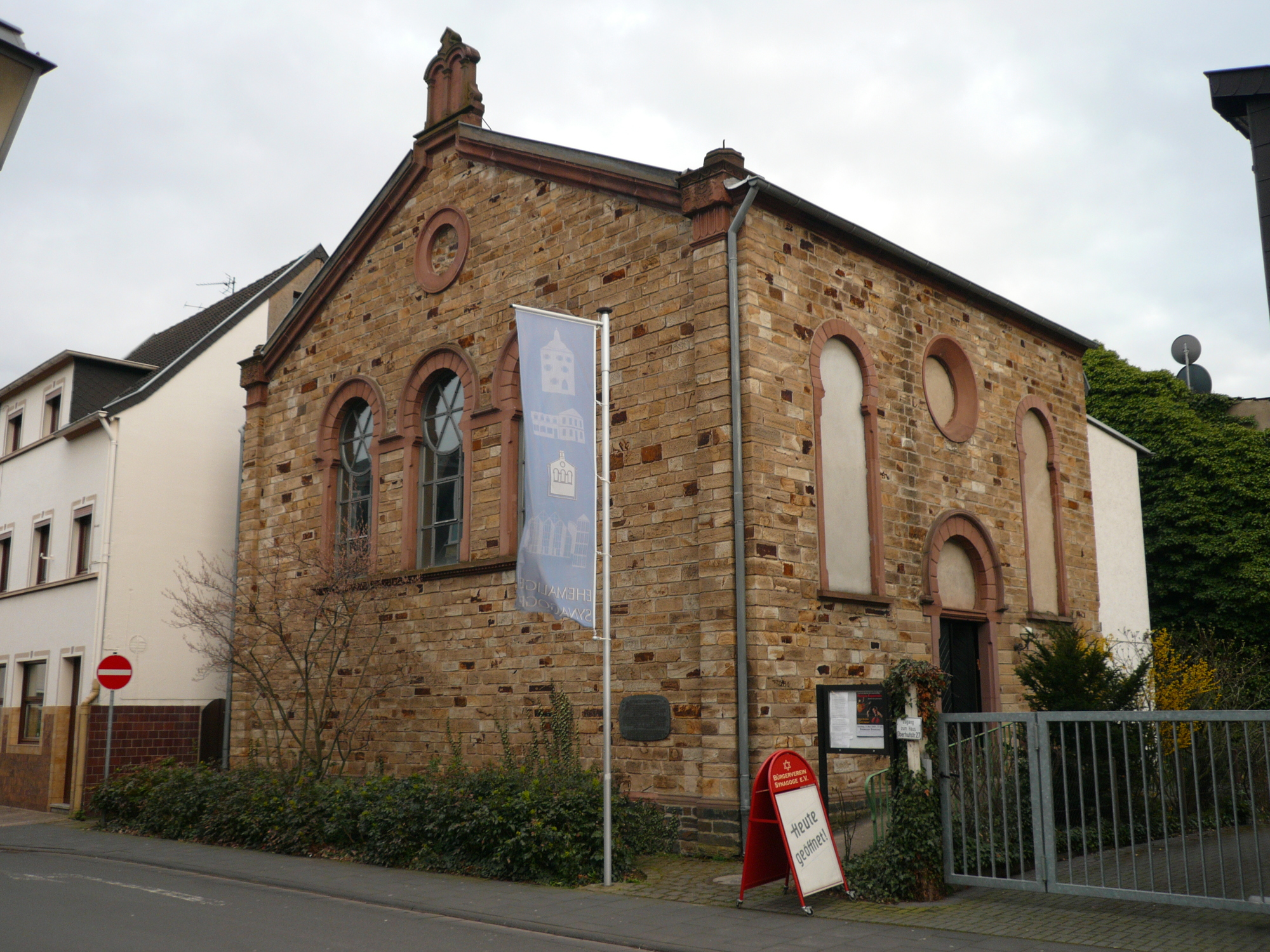
Die Synagoge von Ahrweiler

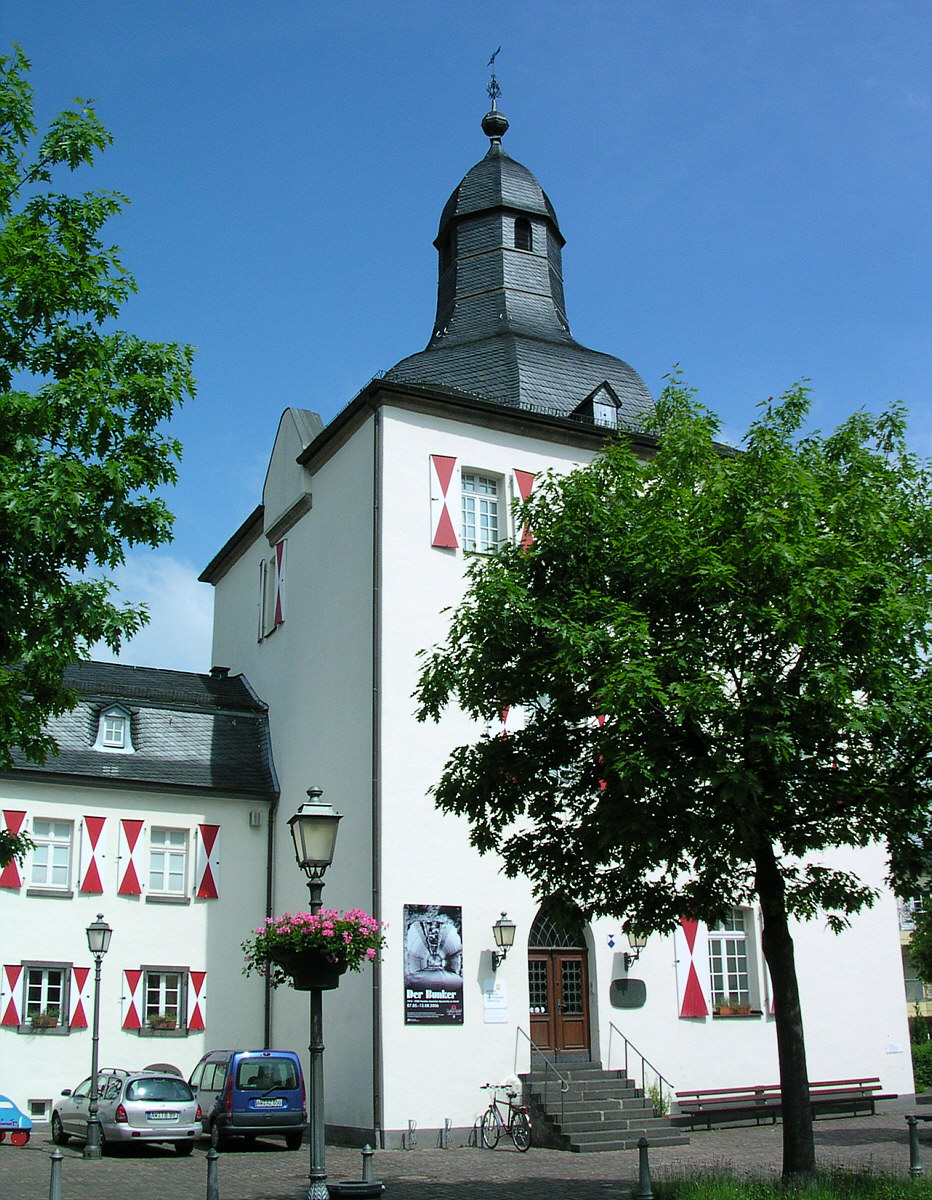
Stadtmuseum im Weißen Turm

Das Stadtmuseum im Weißen Turm zeigt insbesondere Exponate zur Geschichte des Mineralbrunnens Apollinaris, zum religiösen Leben und zur Kurstadt für Diabetiker.
Informationen zur Geschichte des Ahrweinbaus erhalten die Besucher im AhrWeinForum, denn das Ahrtal ist bekannt für Weine.
Die ehemalige Synagoge wird für Kunstausstellungen genutzt.
Die in einer Abfahrt der Bundesstraße bei Bauarbeiten gefundene und in zehnjähriger Arbeit gesicherte Römervilla ist in einem Schutzbau als Museum zugänglich.
Am zweiten Wochenende im September findet das Altstadtfest statt. Hier soll sich der Besucher in die Zeit des 15. Jahrhunderts zurückversetzt fühlen, aber auch die aktuelle Leistungsfähigkeit von Handel, Handwerk und Dienstleistung in deren Angeboten erleben.
Im Juni 2007 fand zum ersten Mal das Bundesschützenfest statt.

## Verkehr

### Schienenverkehr

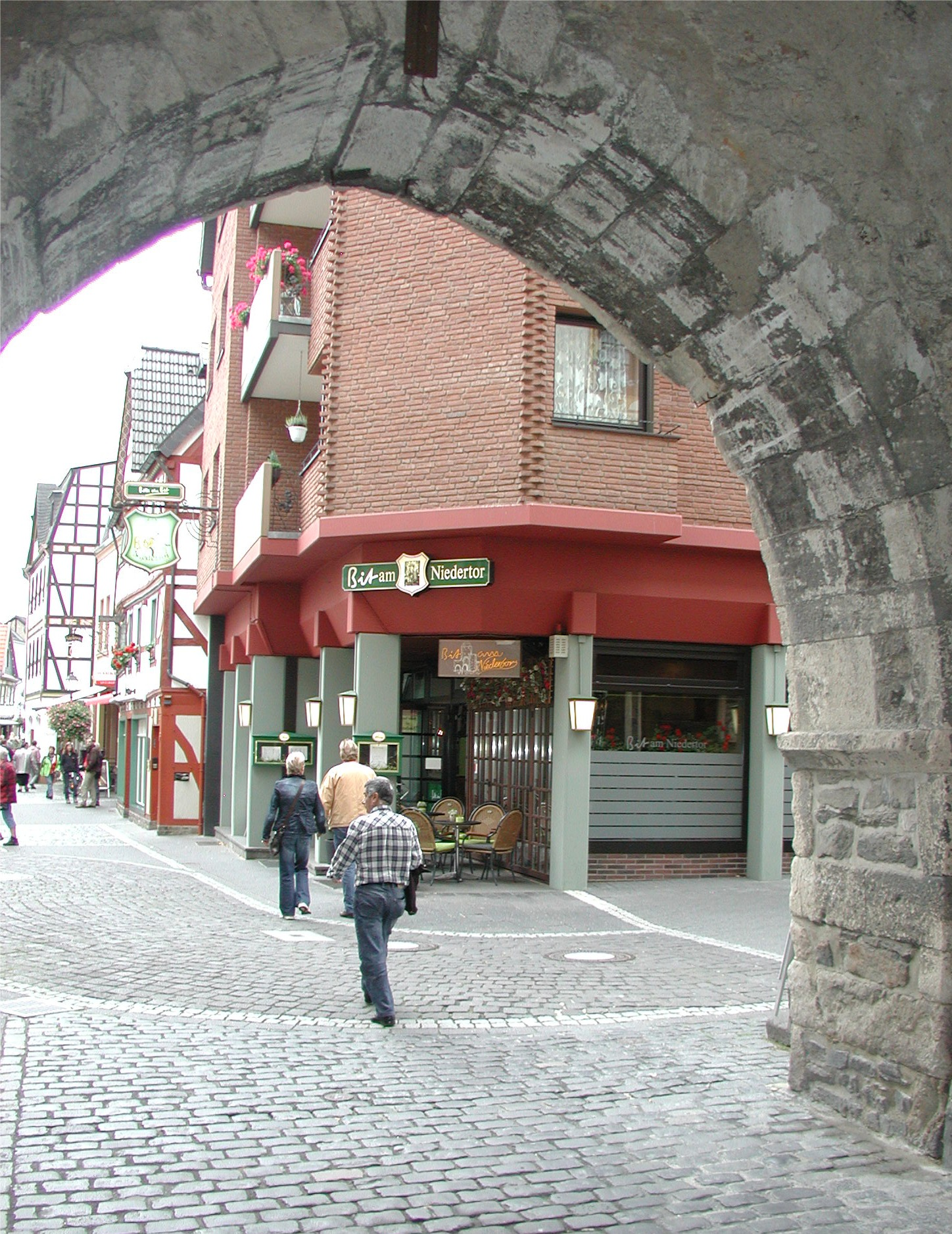
Altstadt von Ahrweiler

Der Bahnhof Ahrweiler und der Haltepunkt Ahrweiler Markt (nahe dem historischen Stadtzentrum) liegen an der Ahrtalbahn (KBS 477) Remagen–Ahrbrück, auf der im Personennahverkehr die „Rhein-Ahr-Bahn“ (RB 30) und die „Ahrtalbahn“ (RB 39) verkehren.
| Linie | Zuglauf | Takt   | Betreiber |
| ----- | --- | ------ | --------- |
| RB 30 | Rhein-Ahr-Bahn: Bonn Hbf – Bonn UN Campus – Bonn-Bad Godesberg – Bonn-Mehlem – Oberwinter – Remagen – Bad Bodendorf – Heimersheim – Bad Neuenahr – Ahrweiler – Ahrweiler Markt – Walporzheim (– Dernau – Rech – Mayschoß – Altenahr – Kreuzberg (Ahr) – Ahrbrück) bis Ende 2025 wegen Hochwasserschäden nur bis Walporzheim, der weitere Streckenverlauf bis Ahrbrück ist seit Juli 2021 nicht mehr befahrbar Stand: Fahrplanwechsel Dezember 2021 | 60 min | DB Regio  |
| RB 39 | Ahrtalbahn: Remagen – Bad Bodendorf – Heimersheim – Bad Neuenahr – Ahrweiler – Ahrweiler Markt – Walporzheim (– Dernau) bis 2025 wegen Hochwasserschäden nur bis Walporzheim Stand: Fahrplanwechsel Dezember 2021 | 60 min | DB Regio  |

### Straßen
An das Fernstraßennetz ist Ahrweiler über die Autobahnzubringer 571 und 573 an die Bundesautobahn 61 angeschlossen.

## In Ahrweiler geboren
- Carl-Alexander von Ehrenwall (1855–1935), gründete 1877 die Dr. von Ehrenwall’sche Klinik
- Albert Kreuzberg (1871–1916), Landrat des Kreises Schleiden
- Cyrillus Jarre OFM (1878–1952), Erzbischof von Jinan, Shandong, China
- Joseph Hörsch (1882–1944), Steyler Missionar und Märtyrer
- Clemens Jaeckel (1887–1968), Generalstabsarzt
- Pitt Kreuzberg (1888–1966), Maler
- Christian Ulrich (1894–1969), Landrat und Bürgermeister von Ahrweiler
- Heinrich Kurella (1905–1937), Politiker und Journalist
- Georg Wilhelm Kreutzberg (1932–2019), Neuropathologe und Neurowissenschaftler
- Ulrich Nonn (1942–2023), Historiker
- Alfred Schüller (* 1937), Wirtschaftswissenschaftler
- Roger Graef (* 1943), Politiker
- Edgar Lersch (* 1945), Archivar und Medienhistoriker
- Wilhelm Hecker (* 1952), Informatiker, Staatssekretär und Manager
- Horst Gies (* 1961), Landtagsabgeordneter
- Dieter Romann (* 1962), Präsident des Bundespolizeipräsidiums